# Wercklea
Wercklea là một chi thực vật thuộc họ Malvaceae.
Bao gồm các loài:
- Wercklea cocleana, (A. Robyns) Fryx.
- Wercklea flavovirens, Proctor
- Wercklea grandiflora, Fryx.
- Wercklea intermedia, Fryxell

## Hình ảnh

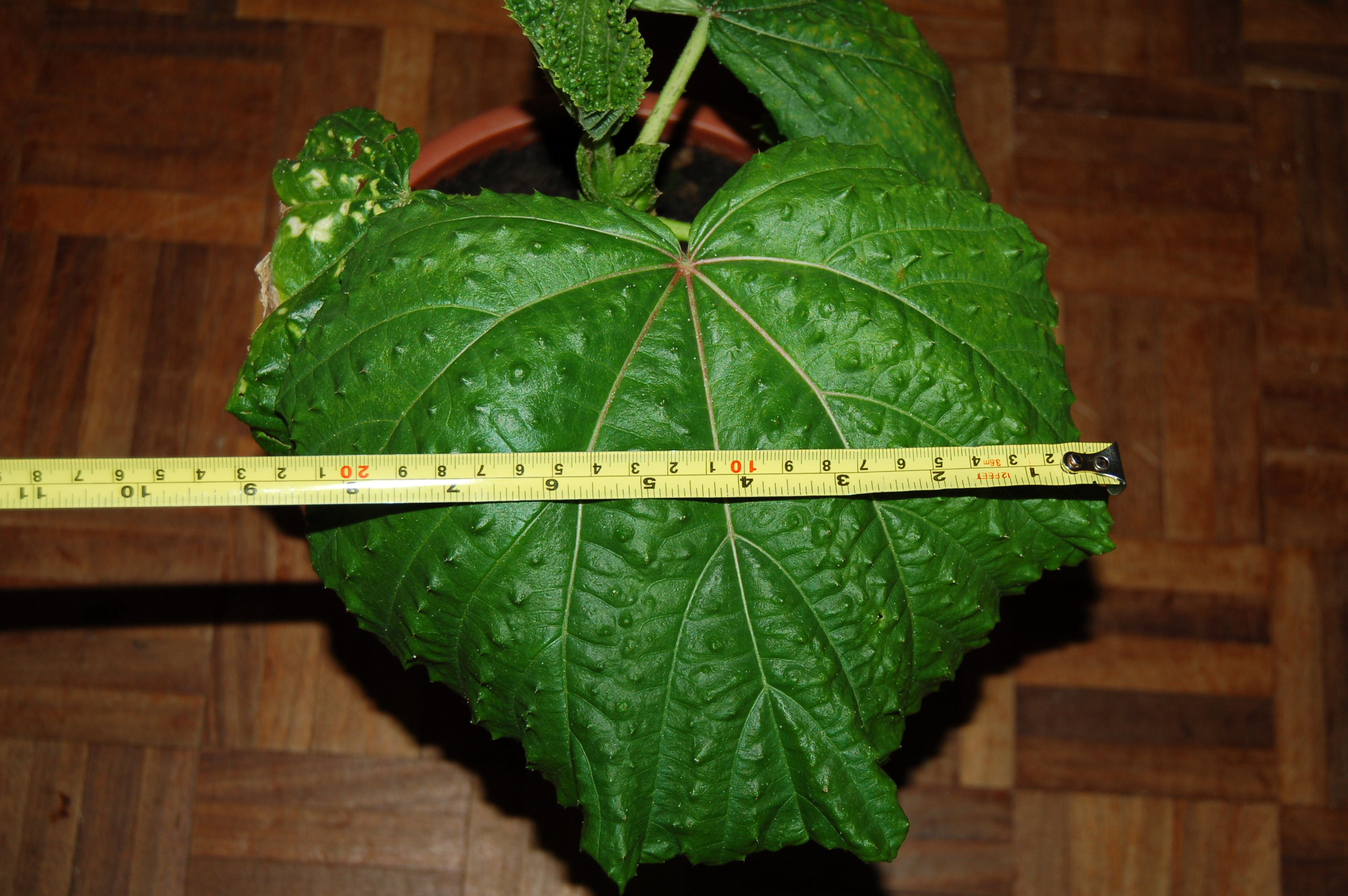
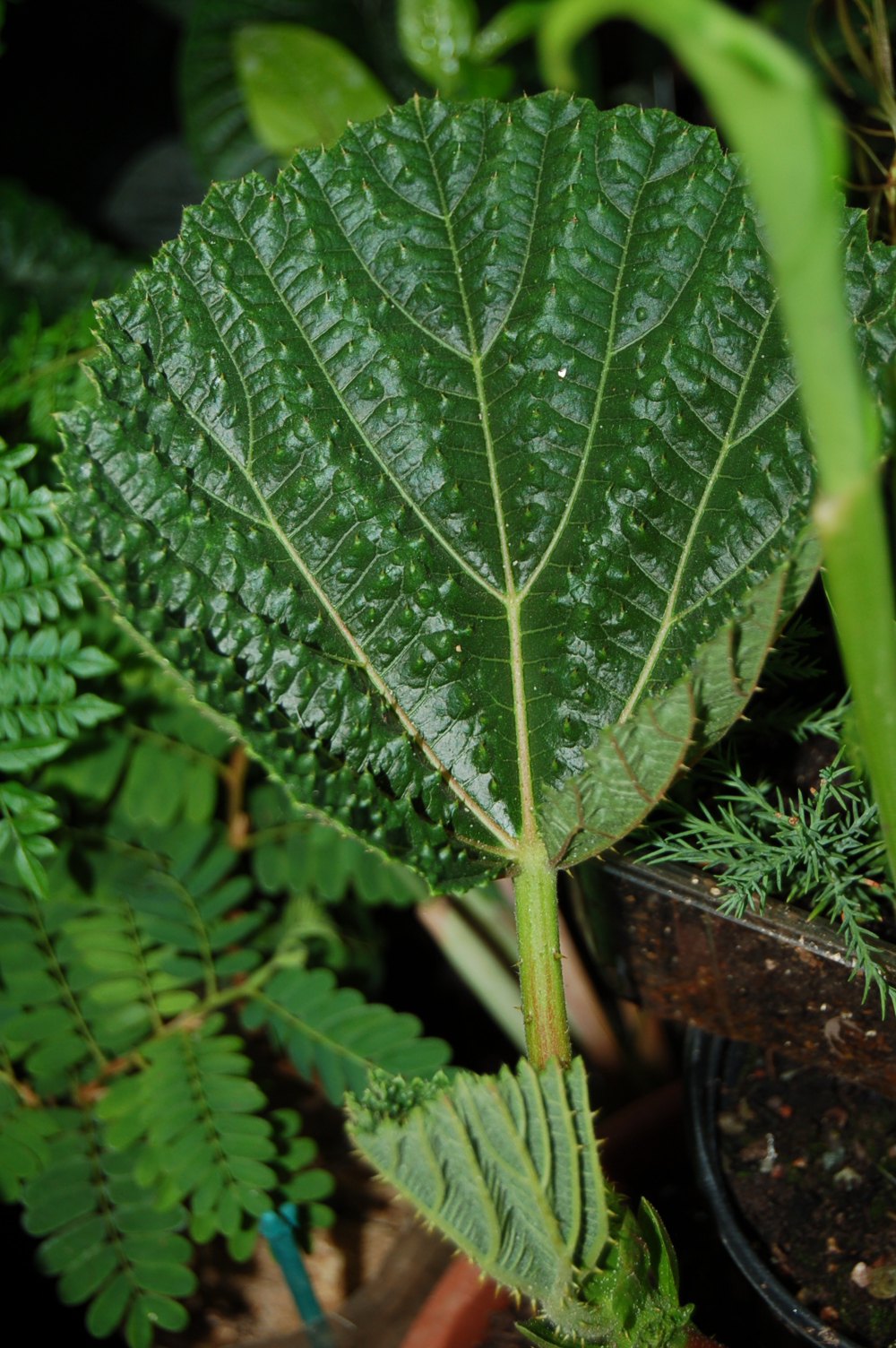
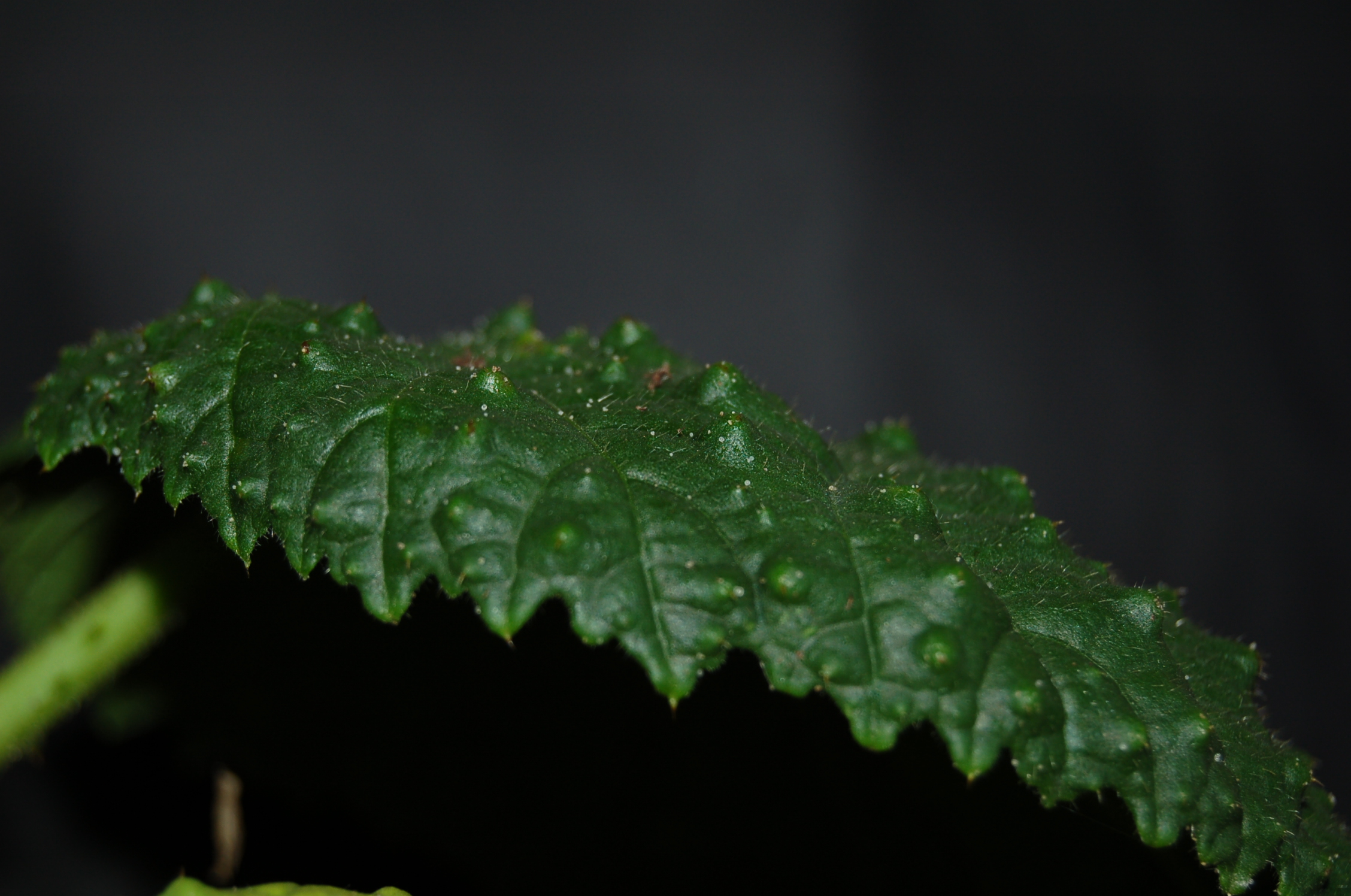
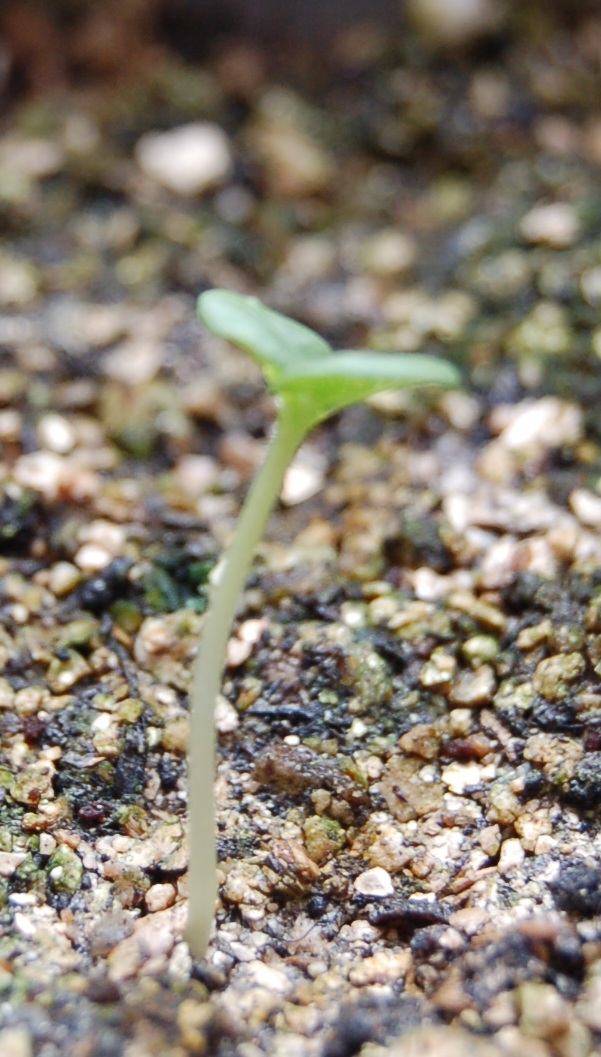